# 瓜里诺·瓜里尼
瓜里诺·瓜里尼（英語：Camillo-Guarino Guarini，1624年—1683年），巴洛克时期欧洲意大利建筑师与学者。活动于西西里岛、都灵、法国、葡萄牙等地，他早年曾参加与宗教相关的活动，后开始进行建建筑设计与创作，在当时的欧洲参与设计了多座建筑。他也是一位戴蒂尼会神父，数学家与作家。公元17世纪后期，瓜里尼于米兰逝世。

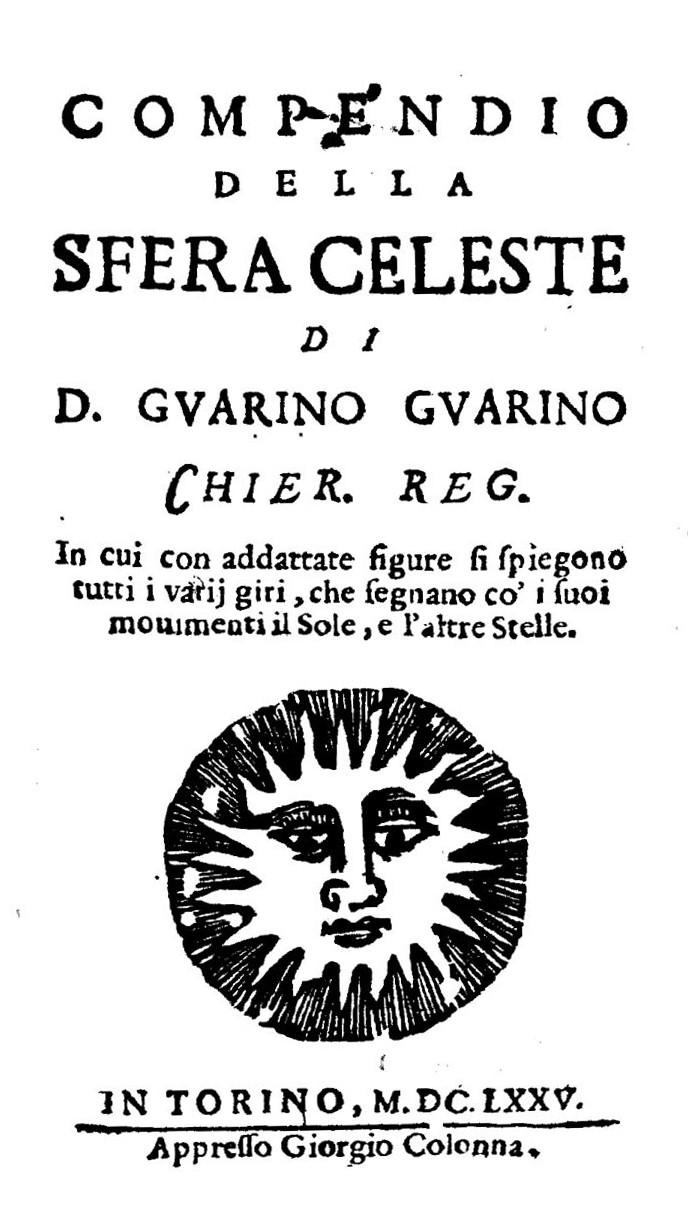
Compendio della sfera celeste, 1675

## 生平
瓜里尼出生在摩德纳。1639年，他被接纳为戴蒂尼会的见习修士，在罗马的圣西尔维斯特罗·基里纳修道院（San Silvestro al-Quirinale）学习建筑、神学、哲学和数学。他于1647年回到摩德纳，1648年在那里受命。他在戴蒂尼会的等级制度中迅速崛起，在1654年成为第一位审计员，然后是工程总监、司库、哲学讲师、检察官，最后是教务长。阿方索王子支持另一位候选人，瓜里尼很快被替换，不得不离开摩德纳。后面的几年，没有什么大事被记录。1656年，他成为帕尔马王朝的一员，并显然访问了布拉格和里斯本，还在1660年在墨西拿出版了他的戏剧《三重奏》（ La Pietà trionfante i）。
他还用拉丁语和意大利语写了四本数学书，其中《欧几里德·阿达杜斯》（Euclides adauctus）是一部关于画法几何的著作。1665年，他出版了一本数学哲学著作《哲学宝典》（Placita Philosophica），捍卫地心宇宙观点以对抗哥白尼和伽利略的学说。
他在都灵设计了大量的公共与私人建筑，包括萨伏伊公爵查尔斯·伊曼纽尔二世（Charles Emmanuel II）及其妹妹路易丝·克里斯汀（Louise Christine of Savoy）的宫殿、圣洛伦佐皇家教堂（1666-1680年）、大部分圣衣礼拜堂（都灵圣衣的所在地；1668年由阿梅迪奥·迪·卡斯特拉蒙特（Amedeo di Castellamonte）开始修建），位于摩德纳、墨西拿、维罗纳、维也纳、布拉格、里斯本和巴黎的卡里尼亚诺宫（1679年至1675年）、拉科尼基城堡和许多其他公共和教会建筑。卡里尼亚诺宫被认为是17世纪下半叶意大利最好的城市宫殿之一。瓜里尼似乎受到了博罗米尼的影响。1657年至1659年间，他在西班牙学习摩尔人的建筑；这影响了他在都灵的一些建筑风格。1660年，他在墨西拿定居。

瓜里尼在米兰去世。在建筑方面，他的继任者包括菲利波·朱瓦拉和朱瓦拉的学生贝尔纳多·维托内。后者于1737年在Architettura Civile出版了瓜里尼的设计。

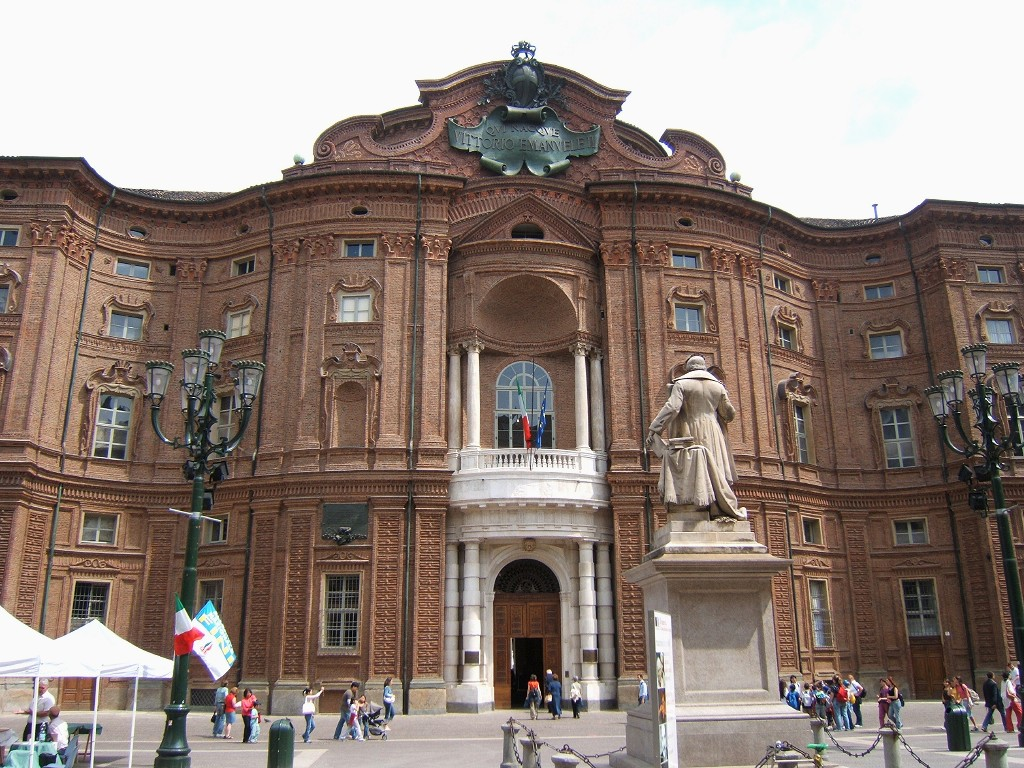
都灵的卡里尼亚诺宫殿

## 作品
- 索马西亚教团教堂（墨西拿，未建成项目）
- 桑蒂西玛安农齐亚和邻近的戴蒂尼会宫殿的正面（墨西拿，在1908年地震中被毁）
- 圣安妮·勒罗亚尔（1662年，1823年被摧毁）
- 圣玛丽亚·德拉·迪维尼亚·普罗维登卡（里斯本，1755年地震摧毁）
- 圣菲利波·内里（由朱瓦拉完成）
- 乔治·科隆纳（1675 年，都灵）
- 埃雷迪·卡洛·吉安内利（1678 年，都灵）
- 科尔吉奥·德·诺比利（1678年，都灵）
- 圣衣礼拜堂（1668-1994，都灵）
- 圣洛伦佐皇家教堂（1668-87年，都灵）
- 拉科尼基城堡（1676-84，拉科尼基）
- 卡里尼亚诺宫（1679-85年，都灵）
- La Consolate（稍后由其他人恢复）

## 现代作品中的出现
瓜里诺·瓜里尼是意大利作曲家洛伦佐·费雷罗于2004年创作的《大师瓜里尼》的主要角色。

## 延伸阅读
- Wittkower, Rudolf. . Pelican History of Art. Penguin. 1980: 403–415. ISBN 0-300-07939-7.